# Xã đặc quyền Buena Vista, Michigan
Xã Buena Vista (tiếng Anh: Buena Vista Township) là một xã thuộc quận Saginaw, tiểu bang Michigan, Hoa Kỳ. Năm 2010, dân số của xã này là 8.676 người.